# Radikal 142
Radikal 142 mit der Bedeutung „Insekt“, „Wurm“ ist eines von 29 der 214 traditionellen Radikale der chinesischen Schrift, die mit sechs Strichen geschrieben werden.  Mit 197 Zeichenverbindungen in Mathews’ Chinese-English Dictionary gibt es sehr viele Schriftzeichen, die unter diesem Radikal im Lexikon zu finden sind.
Das Radikal „Wurm“ nimmt nur in der Langzeichen-Liste traditioneller Radikale, die aus 214 Radikalen besteht, die 142. Position ein. In modernen Kurzzeichen-Wörterbüchern kann er sich an ganz anderer Stelle finden. Im Neuen chinesisch-deutschen Wörterbuch aus der Volksrepublik China steht er zum Beispiel an 174. Stelle.
Das Siegelschrift-Zeichen stellt eine mehrfach gekrümmte Linie dar, ein Wurm, weshalb 虫 zur Kategorie der Piktogramme gehört. Ursprünglich wurde das Schriftzeichen 虺 geschrieben und bedeutete Giftschlange. Das Insektenzeichen war 虫. Im heutigen 虫 sind beide Bedeutungen zusammengefasst, so dass neben Insekten, Würmern und ähnlichem Getier auch Schlangen zum Bedeutungsfeld des Radikals gehören: 蚂蚁 (= Ameise), 蚤 (= Floh), 蚯蚓 (= Regenwurm), 蝌蚪 (= Kaulquappe) und 蛹 (= Puppe einer Raupe), aber auch Schnecke (蝸牛), Muschel (蟶) sowie Garnele (蝦).
虽 (in: 虽然 = obwohl) ist eine verkürzte, die sich aus 虫 und dem (um seinen Mund 口 verkürzten) 唯 als Lautträger zusammensetzt. Seine Urbedeutung war die eines eidechsenartigen Kriechtieres. 强 (= kräftig) war ursprünglich die Bezeichnung für einen kleinen Käfer. Die Schreibweise in der Großen Siegelschrift war oben ein 疆, ohne die Erde 土 (unten links), das als Lautträger fungierte, und unten zweimal 虫. 
Bisweilen tritt 虫 auch als Lautträger auf wie zum Beispiel in 融 (= schmelzen), das sich aus 鬲 (= alter dreifüßiger Kochtopf) und dem Lautträger 虫 zusammensetzt.

## Alte Schreibweisen

Orakelknochen
Bronzeinschriften
Kleine Siegelschrift

## Schriftzeichenverbindungen, die vom Radikal 142 regiert werden
| Striche | Zeichen |
| ------- | --- |
| +0      | 虫 |
| +01     | 虬 |
| +02     | 虭虮虯虰虱虲                                                                                               |
| +03     | 虳虴虵虶虷虸虹虺虻虼虽虾虿蚀蚁蚂蚃                                                                         |
| +04     | 蚄蚅蚆蚇蚉蚊蚋蚌蚍蚎蚏蚐蚑蚒蚓蚔蚕蚖蚗蚘蚙蚚蚛蚜蚝蚞蚟蚠蚡蚢蚣蚤蚥蚦蚧蚨蚩蚪                               |
| +05     | 蚫蚬蚭蚮蚯蚰蚱蚲蚳蚴蚵蚶蚷蚸蚹蚺蚻蚼蚽蚾蚿蛀蛁蛂蛃蛄蛅蛆蛇蛈蛉蛊蛋蛌蛍蛎蛏                                 |
| +06     | 蚈蛐蛑蛒蛓蛔蛕蛖蛗蛘蛙蛚蛛蛜蛝蛞蛟蛠蛡蛢蛣蛤蛥蛦蛧蛨蛩蛪蛫蛬蛭蛮蛯蛰蛱蛲蛳蛴                               |
| +07     | 蛵蛶蛷蛸蛹蛺蛻蛼蛽蛾蛿蜀蜁蜂蜃蜄蜅蜆蜇蜈蜉蜊蜋蜌蜍蜎蜏蜐蜑蜒蜓蜔蜕蜖蜗蝆                                   |
| +08     | 蜘蜙蜚蜛蜜蜝蜞蜟蜠蜡蜢蜣蜤蜥蜦蜧蜨蜩蜪蜫蜬蜭蜮蜯蜰蜱蜲蜳蜴蜵蜶蜷蜸蜹蜺蜻蜼蜽蜾蜿蝀蝁蝂蝃蝄蝅蝇蝈蝊蝋蝕     |
| +09     | 蝉蝌蝍蝎蝏蝐蝑蝒蝓蝔蝖蝗蝘蝙蝚蝛蝜蝝蝞蝟蝠蝡蝢蝣蝤蝥蝦蝧蝨蝩蝪蝫蝬蝭蝮蝯蝰蝱蝲蝳蝴蝵蝶蝷蝸蝹蝺蝻蝼蝽蝾蝿螀 |
| +10     | 螁螂螃螄螅螆螇螈螉螊螋螌融螎螏螐螑螒螓螔螕螖螗螘螙螚螛螜螝螞螟螠螡螢螣螤螥螦螧螨螩                         |
| +11     | 螪螫螬螭螮螯螰螱螲螳螴螵螶螷螸螹螺螻螼螽螾螿蟀蟁蟂蟃蟄蟅蟆蟇蟈蟉蟊蟋蟌蟍蟎蟏蟐蟑蟒                         |
| +12     | 蟓蟔蟕蟖蟗蟘蟙蟚蟛蟜蟝蟞蟟蟠蟡蟢蟣蟤蟥蟦蟧蟨蟩蟪蟫蟬蟭蟮蟯蟰蟱蟲蟳蟴蟵                                     |
| +13     | 蟶蟷蟸蟹蟺蟻蟼蟽蟾蟿蠀蠁蠂蠃蠄蠅蠆蠇蠈蠉蠊蠋蠌蠍蠎蠏                                                       |
| +14     | 蠐蠑蠒蠓蠔蠕蠖蠗蠘蠙                                                                                       |
| +15     | 蠚蠛蠜蠝蠞蠟蠠蠡蠢蠣蠤蠴                                                                                   |
| +16     | 蠥蠦蠧蠨蠩蠪蠫蠬                                                                                           |
| +17     | 蠭蠮蠯蠰蠱蠲蠳                                                                                             |
| +18     | 蠵蠶蠷蠸蠹蠺                                                                                               |
| +19     | 蠻 |
| +20     | 蠼 |
| +21     | 蠽 蠾 |
| +22     | 蠿 |

 Im Unicodeblock Kangxi-Radikale ist das Radikal 142 unter der Codepointnummer 12.173 (U+2F8D) codiert.